# 越南赤瓟
越南赤瓟（学名：Thladiantha cordifolia var. tonkinensis）为葫芦科赤瓟属下的一个变种。变种加名 tonkinensis 意为越南“东京的”。